# 被受容感
被受容感（ひじゅようかん、sense of acceptance）は日本の心理学者・杉山崇が提案した心理学概念。「自分は他者からそれなりに大切にされている」という認識と情緒と定義され、抑うつの発生や持続、自尊心、統制感、気分、本来感などさまざまな心理的問題に関与するとされている。また、関連する概念として被拒絶感も提案されている。
教育心理学者の近藤邦夫の「自己－他者体系」理論に由来するとされるが、近年ではソシオメーター理論との関連も指摘されている。

## 文献
1. ↑  近藤邦夫

- 杉山崇（2002）抑うつにおける「被受容感」の効果とそのモデル化の研究，心理臨床学研究 19(6), 589-597.
- 杉山崇・坂本真士（2006）抑うつと対人関係要因の研究--被受容感・被拒絶感尺度の作成と抑うつ的自己認知過程の検討，健康心理学研究 19(2), 1-10.
- 『心理尺度集Ⅴ』，サイエンス社